# Ana Pêgo
Ana Pêgo, nacida como Ana Paula Gomes Moreira Pêgo, es una bióloga marina portuguesa y educadora ambiental, creadora del término de especie invasora que ella clasifica como Plasticus Maritimus.

## Biografía
Ana Pêgo creció en Avencas (Parede - Cascais) en Portugal. Estudió Biología Marina y Pesca en la Universidad de Algarve e investigó durante varios años los océanos. Uno de los lugares donde trabajó fue el Laboratorio Marítimo de Guia. A partir de 2012 comenzó a dedicarse a la educación ambiental, impartiendo conferencias y formación en escuelas y en diversas instituciones de Portugal como la Fundación Calouste Gulbenkian, el Centro Cultural de Belém (CCB), el Museo de Arte, Arquitectura y Tecnología ( MAAT) , la LU. CA-Teatro Luís de Camões y participando en exposiciones de arte ecológico.
Fue investigadora primero en el campo de la pesca en la Universidad de Algarve y posteriormente en el Laboratorio Marítimo de Guía Marine Lab (MARE/FCUL), en Cascais. En la actualidad es educadora ambiental, beachcomber (que recoge objetos en las playas) y artista. La toma de conciencia y la creciente preocupación por los “desechos marinos” la llevaron a profundizar sus conocimientos y crear proyectos educativos sobre este tema, con el objetivo de concienciar a niños y niñas y adultos sobre el estado de nuestros océanos y el impacto de los desechos marinos en la vida de todos los seres que los habitan.

## Obra
Utilizando objetos recogidos en las playas de Almada, realizó Balaena plasticus, una instalación en plástico blanco que ocupó un lugar central en la exposición "Mar Sem Lixo, Océanos de vida", organizada por una iniciativa conjunta de la Asociación Portuguesa de Lixo Marinho y Ayuntamiento de Almada y que se llevó a cabo entre el 22 de julio y el 30 de septiembre de 2014, en el CMIA (Centro de Monitoreo e Interpretación Ambiental) de Costa da Caparica. Se trataba de un esqueleto de ballena realizado con 250 piezas de plástico, de unos 10 metros de largo, realizado en colaboración con el fotógrafo Luís Quinta. Como se indica en la invitación de la exposición. “La iniciativa, parte de la Estrategia Local de Educación para la Sostenibilidad, tiene como objetivo alertar sobre la importancia de preservar los océanos y los ecosistemas costeros, enfatizando cómo toda persona puede contribuir a protegerlos.
El proyecto "Plasticus maritimus" comenzó con una página de Facebook utilizada para mostrar fotografías de objetos encontrados en la playa pasando después a un proyecto de educación ambiental, donde utiliza diversas formas de educar e informar a niños, niñas y adultos sobre el problema de los plásticos en los océanos. Además de las fotos compartidas en las redes sociales, también forman parte del proyecto talleres, charlas y exposiciones. En noviembre de 2018 se publicó el libro "O Plasticus Maritimus: Uma Espécie Invasora". Es una guía de campo ilustrada para cualquiera que desee identificar, reunir, recoger y ayudar a eliminar el plástico marino. El libro fue editado por la editorial infantil y juvenil Planeta Tangerina. Tiene textos de Ana Pêgo e Isabel Minhós Martins e ilustraciones de Bernardo P. Carvalho.

## Reconocimientos y premios
"Plasticus Maritimus: Uma Espécie Invasora", ganó el premio Bologna Ragazzi '20: No Ficción - Special Mention , distinguiéndose, en opinión del jurado por la variedad de técnicas y "el formato único" de esta guía de campo sobre activismo y creatividad.
Este libro está en el Plan Nacional de Lectura 2027.
En 2020, la  asociación ambientalista Quercus, le concede el premio Quercus 2020 en la categoría individual, por su trabajo de concienciación de los problemas producidos por el plástico en el medio ambiente marino.  